# Viktor Bergh
Erik Viktor Bergh, född 26 juli 1999, är en svensk fotbollsspelare som spelar för tyska FC Hansa Rostock, utlånad från svenska Djurgårdens IF.

## Karriär
Berghs moderklubb är Forssa BK. Han spelade fyra matcher för klubben i Division 3 2014. Som 15-åring gick Bergh sedan till IK Brages akademi. Han spelade två matcher för klubben i Division 1 2016. Inför säsongen 2017 flyttades Bergh upp i A-laget och skrev på ett treårskontrakt med Brage. Han spelade 15 ligamatcher under säsongen 2017 då Brage blev uppflyttade till Superettan. Bergh gjorde sin Superettan-debut den 23 maj 2018 i en 0–0-match mot IK Frej, där han blev inbytt i den 85:e minuten mot Erik Nilsson. Totalt gjorde Bergh sju inhopp i Superettan 2018.
I april 2019 lånades Bergh ut till Levanger i norska tredjeligan. Han spelade 24 matcher i 2. divisjon 2019. I november 2019 värvades Bergh av Norrby IF, där han skrev på ett treårskontrakt. Mellan 2020 och 2022 spelade Bergh 63 matcher och gjorde tre mål för Norrby i Superettan.
I november 2022 värvades Bergh av IFK Värnamo, där han skrev på ett treårskontrakt. I den första omgången av Allsvenskan 2023, den 2 april, gjorde Bergh allsvensk debut i en 1–0-vinst över IFK Göteborg.
I juli 2024 köptes Bergh av Djurgårdens IF, där han skrev på ett 3,5-årskontrakt.
Den 7 augusti blev han utlånad med köpoption till tyska tredjeligalaget FC Hansa Rostock. Lånet sträcker sig till den 30 juni 2026.

## Statistik
| Klubb                             | Säsong             | Liga                      | Liga    | Liga | Liga   | Nationell cup | Nationell cup | Nationell cup | Internationell cup | Internationell cup | Internationell cup | Totalt  | Totalt | Totalt |
| Klubb                             | Säsong             | Division                  | Matcher | Mål  | Assist | Matcher       | Mål           | Assist        | Matcher            | Mål                | Assist             | Matcher | Mål    | Assist |
| --------------------------------- | ------------------ | ------------------------- | ------- | ---- | ------ | ------------- | ------------- | ------------- | ------------------ | ------------------ | ------------------ | ------- | ------ | ------ |
| Forssa BK                         | 2014               | Division 3 Södra Norrland | 4       | 0    | 0      | 0             | 0             | 0             | —                  | —                  | —                  | 4       | 0      | 0      |
| Forssa BK                         | Totalt             | Totalt                    | 4       | 0    | 0      | 0             | 0             | 0             | —                  | —                  | —                  | 4       | 0      | 0      |
| IK Brage                          | 2016               | Ettan Norra               | 2       | 0    | 0      | 0             | 0             | 0             | —                  | —                  | —                  | 2       | 0      | 0      |
| IK Brage                          | 2017               | Ettan Norra               | 15      | 0    | 1      | 2             | 0             | 0             | —                  | —                  | —                  | 17      | 0      | 1      |
| IK Brage                          | 2018               | Superettan                | 7       | 0    | 0      | 1             | 0             | 0             | —                  | —                  | —                  | 8       | 0      | 0      |
| IK Brage                          | Totalt             | Totalt                    | 24      | 0    | 1      | 3             | 0             | 0             | —                  | —                  | —                  | 27      | 0      | 1      |
| Levanger FK (lån)                 | 2019               | PostNord-ligaen Avd. 1    | 24      | 0    | 0      | 3             | 0             | 0             | —                  | —                  | —                  | 27      | 0      | 0      |
| Levanger FK (lån)                 | Totalt             | Totalt                    | 24      | 0    | 0      | 3             | 0             | 0             | —                  | —                  | —                  | 27      | 0      | 0      |
| Norrby IF                         | 2020               | Superettan                | 15      | 0    | 1      | 1             | 0             | 0             | —                  | —                  | —                  | 16      | 0      | 1      |
| Norrby IF                         | 2021               | Superettan                | 28      | 2    | 3      | 0             | 0             | 0             | —                  | —                  | —                  | 28      | 2      | 3      |
| Norrby IF                         | 2022               | Superettan                | 20      | 2    | 1      | 3             | 0             | 2             | —                  | —                  | —                  | 23      | 2      | 3      |
| Norrby IF                         | Totalt             | Totalt                    | 63      | 4    | 5      | 4             | 0             | 2             | —                  | —                  | —                  | 67      | 4      | 7      |
| IFK Värnamo                       | 2023               | Allsvenskan               | 28      | 1    | 2      | 0             | 0             | 0             | —                  | —                  | —                  | 28      | 1      | 2      |
| IFK Värnamo                       | 2024               | Allsvenskan               | 15      | 2    | 2      | 3             | 0             | 0             | —                  | —                  | —                  | 18      | 2      | 2      |
| IFK Värnamo                       | Totalt             | Totalt                    | 43      | 3    | 4      | 3             | 0             | 0             | —                  | —                  | —                  | 46      | 3      | 4      |
| Djurgårdens IF                    | 2024               | Allsvenskan               | 7       | 0    | 1      | 1             | 0             | 1             | 5                  | 0                  | 0                  | 13      | 0      | 2      |
| Djurgårdens IF                    | 2025               | Allsvenskan               | 9       | 0    | 0      | 0             | 0             | 0             | 4                  | 0                  | 0                  | 13      | 0      | 0      |
| Djurgårdens IF                    | Totalt             | Totalt                    | 16      | 0    | 1      | 1             | 0             | 1             | 9                  | 0                  | 0                  | 26      | 0      | 2      |
| FC Hansa Rostock                  | 2025/26            | 3. Liga                   | 0       | 0    | 0      | 0             | 0             | 0             | —                  | —                  | —                  | 0       | 0      | 0      |
| FC Hansa Rostock                  | Totalt             | Totalt                    | 0       | 0    | 0      | 0             | 0             | 0             | —                  | —                  | —                  | 0       | 0      | 0      |
| Totalt i karriären                | Totalt i karriären | Totalt i karriären        | 174     | 7    | 11     | 14            | 0             | 3             | 9                  | 0                  | 0                  | 197     | 7      | 14     |
| Senast uppdaterad 7 augusti 2025. |                    |                           |         |      |        |               |               |               |                    |                    |                    |         |        |        |